# Gyrinocheilus pennocki
Gyrinocheilus pennocki är en fiskart som först beskrevs av Fowler, 1937.  Gyrinocheilus pennocki ingår i släktet Gyrinocheilus och familjen Gyrinocheilidae. IUCN kategoriserar arten globalt som livskraftig. Inga underarter finns listade i Catalogue of Life.